# Emile Roemer

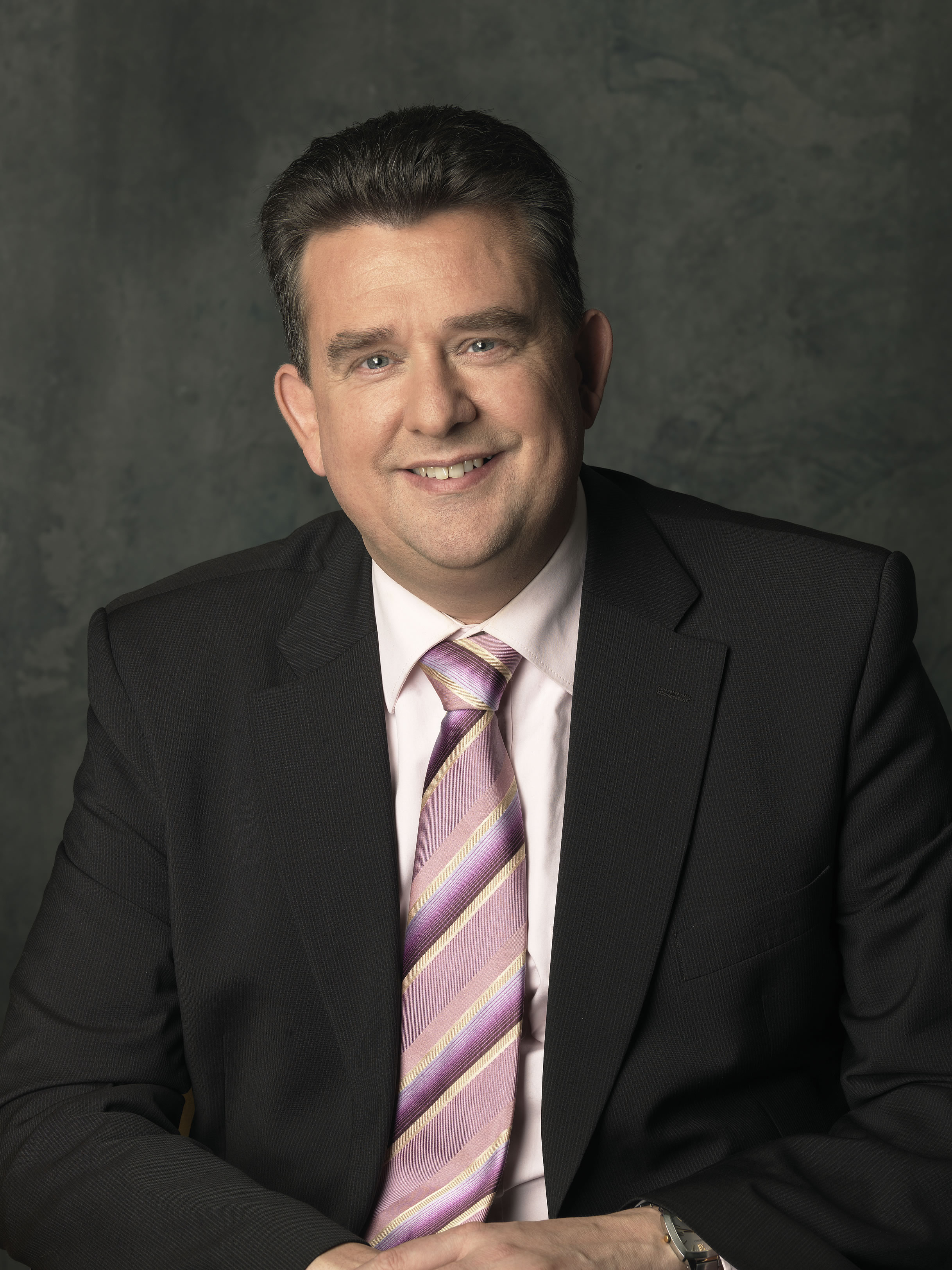
Emile Roemer (2009)

Emile Gerardus Maria Roemer (* 24. August 1962 in Boxmeer, Nordbrabant) ist ein niederländischer Politiker der Socialistische Partij (SP).

## Biografie
Nach dem Schulbesuch in seiner Heimatstadt Boxmeer studierte er zwischen 1982 und 1985 an der Pädagogischen Akademie Nijmegen und war anschließend von 1986 bis 1992 Lehrer an der RK Basisschool in Beuningen. Danach war er als Lehrer sowie zeitweilig Ausbildungskoordinator an der Jena-Plan-Schule in Boxmeer tätig.
Seine politische Laufbahn begann Roemer, der seit dem 1. Januar 1980 Mitglied der SP ist, im Januar 1994 mit der Wahl zum Mitglied des Gemeinderates von Boxmeer, dem er bis April 2002 angehörte. Während dieser Zeit war er nicht nur Vorsitzender der SP-Fraktion im Gemeinderat, sondern zugleich auch Vorsitzender der SP von Nordbrabant. Zwischen Januar 1980 und 2007 war er außerdem Vorsitzender der SP von Boxmeer sowie von 1997 bis 2000 Mitglied des Parteivorstandes der SP.
Daraufhin wurde er Beigeordneter (Wethouder) für Finanzen, Grundsicherung, Unterricht, Jugend, Sozialangelegenheiten, Arbeitsmarkt, Recht und Information der Gemeinde Boxmeer und bekleidete dieses Amt vom April 2002 bis November 2006.
Im November 2006 erfolgte seine Wahl zum Mitglied der Zweiten Kammer der Generalstaaten, in der er seit dem 5. März 2010 auch Fraktionsvorsitzender der SP war. Als solcher war er zugleich politischer Führer der Sozialisten und Spitzenkandidat seiner Partei bei den Parlamentswahlen am 9. Juni 2010, bei denen am 12. September 2012, sowie denen am 15. März 2017.
Am 13. Dezember 2017 löste Lilian Marijnissen ihn als Fraktionsvorsitzende und politische Führerin ab.
Seit dem 16. März 2018 war er kommissarisch Bürgermeister von Heerlen und war damit der erste Bürgermeister der SP in den Niederlanden. Seit dem 1. Oktober 2020 ist er kommissarisch Bürgermeister von Alkmaar.
Im Jahr 2010 veröffentlichte er sein Buch „Tot hier – en nu verder“ (Bis hierher – und nun weiter).
Seit dem 1. Dezember 2021 ist Roemer Commissaris van de Koning (Gouverneur) der Provinz Limburg.